# رويال بالم بيتش
رويال بالم بيتش (بالإنجليزية: Royal Palm Beach)‏ هي مدينة أمريكية تقع في ولاية فلوريدا. تبلغ مساحة هذه المدينة 26.1 (كم²)،ويبلغ عدد سكانها 31864 نسمة حسب إحصاء سنة 2010 م 31864.تشير إحصاءات سنة 2000م بأن الكثافة السكانية في هذه المدينة تقدر بـ(840.1) نسمة/كم2 

## التركيبة السكانية
حدّد مكتب تعداد الولايات المتحدة بيانات التركيبة السكانية لرويال بالم بيتش في تعداد الولايات المتحدة. في ما يلي، التركيبة السكانية حسب تعدادي 2000 و2010.

### تعداد عام 2000
بلغ عدد سكان رويال بالم بيتش 21,523 نسمة بحسب تعداد عام 2000، وبلغ عدد الأسر 7,604 أسرة وعدد العائلات 5,979 عائلة مقيمة في القرية. في حين سجلت الكثافة السكانية 710.6 نسمة لكل كيلومتر مربع (1,840.4/ميل2). وبلغ عدد الوحدات السكنية 8,083 وحدة بمتوسط كثافة قدره 266.9 لكل كيلومتر مربع (691.3/ميل2).
وتوزع التركيب العرقي للقرية بنسبة 78.15% من البيض و14.21% من الأمريكيين الأفارقة و0.28% من الأمريكيين الأصليين و2.63% من الأمريكيين ذوي الأصول الآسيوية و0.04% من سكان جزر المحيط الهادئ و2.30% من الأعراق الأخرى و2.38% من عرقين مختلطين أو أكثر و11.83% من الهسبانيون أو اللاتينيون من أي عرق.
بلغ عدد الأسر 7,604 أسرة كانت نسبة 44.8% منها لديها أطفال تحت سن الثامنة عشر تعيش معهم، وبلغت نسبة الأزواج القاطنين مع بعضهم البعض 63.9% من أصل المجموع الكلي للأسر، ونسبة 11% من الأسر كان لديها معيلات من الإناث دون وجود شريك، بينما كانت نسبة 3.7% من الأسر لديها معيلون من الذكور دون وجود شريكة وكانت نسبة 21.4% من غير العائلات. تألفت نسبة 17.2% من أصل جميع الأسر من عدة أفراد يعيشون في نفس المنزل ونسبة 8.8% كانت تتألف من شخص يعيش بمفرده يبلغ من العمر 65 عاماً أو أكثر. وبلغ متوسط حجم الأسرة المعيشية 2.83، أما متوسط حجم العائلات فبلغ 3.20.
بلغ العمر الوسطي للسكان 37.0 عاماً. وكانت نسبة 28.6% من القاطنين تحت سن الثامنة عشر، وكانت نسبة 6.5% بين الثامنة عشر والرابعة والعشرين عاماً، ونسبة 30.8% كانت واقعةً في الفئة العمرية ما بين الخامسة والعشرين والرابعة والأربعين عاماً، ونسبة 20.8% كانت ما بين الخامسة والأربعين والرابعة والستين، ونسبة 13.3% كانت ضمن فئة الخامسة والستين عاماً فما فوق. يوجد لكل 100 أنثى 91.4 ذكر، ويوجد لكل 100 أنثى في الثامنة عشر من عمرها فما فوق 87.6 ذكر.
بلغ متوسط دخل الأسرة في القرية 51,997 دولارًا، أما متوسط دخل العائلة فبلغ 51,769 دولارًا. وكان متوسط دخل الذكور 32,389 دولارًا مقابل 26,250 دولارًا للإناث. وسجل دخل الفرد الخاص بالقرية 16,385 دولارًا. وكانت نسبة 3.3% من العائلات ونسبة 3.3% من السكان تحت خط الفقر، وكان من هؤلاء نسبة 3.8% تحت سن الثامنة عشر ونسبة 12.9% في الخامسة والستين من العمر وما فوق.

### تعداد عام 2010
بلغ عدد سكان رويال بالم بيتش 34,140 نسمة بحسب تعداد عام 2010، وبلغ عدد الأسر 11,556 أسرة وعدد العائلات 9,044 عائلة مقيمة في القرية. في حين سجلت الكثافة السكانية 1,127.1 نسمة لكل كيلومتر مربع (2,919.2/ميل2). وبلغ عدد الوحدات السكنية 12,854 وحدة بمتوسط كثافة قدره 424.4 لكل كيلومتر مربع (1,099.2/ميل2).
وتوزع التركيب العرقي للقرية بنسبة 66.61% من البيض و22.67% من الأمريكيين الأفارقة و0.20% من الأمريكيين الأصليين و4.20% من الأمريكيين ذوي الأصول الآسيوية و0.04% من سكان جزر المحيط الهادئ و3.29% من الأعراق الأخرى و2.98% من عرقين مختلطين أو أكثر و20.36% من الهسبانيون أو اللاتينيون من أي عرق.
بلغ عدد الأسر 11,556 أسرة كانت نسبة 44% منها لديها أطفال تحت سن الثامنة عشر تعيش معهم، وبلغت نسبة الأزواج القاطنين مع بعضهم البعض 57.7% من أصل المجموع الكلي للأسر، ونسبة 15.8% من الأسر كان لديها معيلات من الإناث دون وجود شريك، بينما كانت نسبة 4.8% من الأسر لديها معيلون من الذكور دون وجود شريكة وكانت نسبة 21.7% من غير العائلات. تألفت نسبة 16.9% من أصل جميع الأسر من عدة أفراد يعيشون في نفس المنزل ونسبة 7.4% كانت تتألف من شخص يعيش بمفرده يبلغ من العمر 65 عاماً أو أكثر. وبلغ متوسط حجم الأسرة المعيشية 2.93، أما متوسط حجم العائلات فبلغ 3.30.
بلغ العمر الوسطي للسكان 37.7 عاماً. وكانت نسبة 27.1% من القاطنين تحت سن الثامنة عشر، وكانت نسبة 8.6% بين الثامنة عشر والرابعة والعشرين عاماً، ونسبة 26.1% كانت واقعةً في الفئة العمرية ما بين الخامسة والعشرين والرابعة والأربعين عاماً، ونسبة 27.5% كانت ما بين الخامسة والأربعين والرابعة والستين، ونسبة 10.8% كانت ضمن فئة الخامسة والستين عاماً فما فوق. وتوزع التركيب الجنسي للسكان بنسبة 47.8% ذكور و52.2% إناث.

## توأمة
لرويال بالم بيتش اتفاقيات توأمة مع:
- كالاراش

## أعلام
- جوليان باتل
- ماندي فريمان